# Xylocoris galactinus
Xylocoris galactinus är en insektsart som först beskrevs av Franz Xaver Fieber 1837.  Xylocoris galactinus ingår i släktet Xylocoris och familjen näbbskinnbaggar. Arten är reproducerande i Sverige. Inga underarter finns listade i Catalogue of Life.